# Bill of Rights (Canada)
De Bill of Rights is de naam van het Canadese wettelijke document, waarin een aantal rechten worden vastgelegd en aangenomen door de regering van de Canadese Minister-president John Diefenbaker. Hoewel het een wettelijk document is waarin verschillende, schijnbaar grondwettelijke, rechten zijn vastgelegd, heeft het geen grondwettelijke status. Het heeft de 'gewone' weg als een doorsnee wet afgelegd.
Het geeft de Canadezen dan ook bepaalde quasi-grondwettelijke rechten in vergelijking met andere wetten.
Het was de eerste wet, waarin mensenrechten werden vastgelegd op federaal niveau in Canada. De Canadese Bill of Rights is nog steeds wettelijk actief, maar zijn wijd erkende ineffectiviteit is de hoofdzakelijke reden dat het Canadian Charter of Rights and Freedoms werd aangenomen in 1982.

## Rechten
De Canadese Bill of Rights beschermt een aantal rechten, die niet allemaal zijn opgenomen in het Canadese Statuut van Rechten en Vrijheden. Voorbeelden van de rechten in de Bill zijn:
- Vrijheid van meningsuiting en Vrijheid van religie (opgenomen in het Statuut)
- Een Beperkt gelijkheidsbeginsel (Een uitgebreider beginsel is opgenomen in het Statuut)
- Het recht op leven, vrijheid, bescherming van het individu en het recht op rechtvaardigheid (In het statuut worden deze rechten gecombineerd)

## Kritiek op de Canadese Bill of Rights
De kritiek op de Bill of Rights slaat meestal op de beperkte effectiviteit van de wet.
Een punt is dat het geen rekening hield met conflicterende wetgeving. Rechtbanken hielden zich meestal als regel aan de oudere wetgeving, om zo de oudere wetgeving niet te veel te ontkrachten. In de praktijk werd van het parlement verwacht dat het conflicterende wetgeving aanpaste of introk. Er zijn meerdere rechtszaken bekend waarin tevergeefs werd gestreden om de bekrachtiging van de rechten uit de Bill of Rights.
Omdat de Bill of Rights geen grondwettelijk status heeft, is er enig debat geweest of het ook bindend was voor toekomstige parlementen. In de Bill of Rights staat echter dat de Minister van Justitie het parlement moet verwittigen, als een voorgestelde wet in strijd is met een van de rechten. En daarmee bevestigd dat het ook voor toekomstige parlementen geldt.
Een ander punt van kritiek is dat de Bill of Rights alleen geldt voor zaken op staatsniveau en niet op provinciaal niveau.
De Bill of Rights beschermd nog steeds wel enige rechten (zoals op het gebied van eigendomsrecht), die niet worden vermeld in het Statuut van Rechten en Vrijheden, maar wel zijn toegestaan door het Statuut. Om deze en andere redenen blijft de Bill of right van kracht en wordt regelmatig geciteerd in rechtsuitspraken.
Maar de ineffectiviteit van de Bill, is ook de reden om het Statuut aan te nemen.